# Miura Shumon

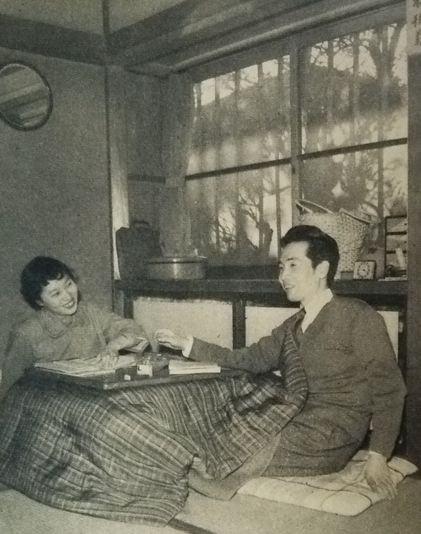
Miura Shumon mit seiner Frau

Miura Shumon (japanisch 三浦 朱門; geboren 12. Januar 1926 in Tokio; gestorben 3. Februar 2017) war ein japanischer Schriftsteller.

## Leben und Wirken
Miura Shumon wurde nach seinem Abschluss am Institut für Linguistik der Fakultät für Literatur der Universität Tokio Dozent, später Professor für Kunst an der Nihon-Universität. Mit Hilfe von Materialien zum alten China konnte er 1955 beweisen, dass ein Landschaftsbild die chinesische Unterwelt (冥府, Míngfǔ) darstellt.
Danach hat Miura mit Veröffentlichungen wie „Shōko“ (礁湖) – „Lagune“ 1957, „Seruroido Tō“ (セルロイドの塔) – „Zelluloid-Turm“ 1960, der das abgeschlossene Leben innerhalb der Universität darstellt, und „Shinwa“ (神話) – „Legenden“ (1966) einen festen Platz im Literaturbetrieb erobert. „Hakoniwa“ (箱庭) – „Ein Miniaturgarten“, der eine neue Art von Familienleben beschreibt, wurde mit dem „Shinchō-Literaturpreis“ (新潮文学賞) ausgezeichnet.
Weiter veröffentlichte Miura „Oshie no niwa“ (教えの庭) – „Ein Garten des Lehrens“ 1969, eine Kritik an den Universitätsstreitigkeiten in Japan, und „Takeuma no tomo“ (竹馬の友) – „Jugendfreunde“ 1969. Andere Bücher sind „Michi no nakaba ni“ (道の半ばに) – „Mitten auf der Straße“ 1969, „Karasu“ (鴉) – „Die Krähe“ 1971, „Musashino Indeian“ (武蔵野インディアン) – „Die Indianer von Musashino“ 1982, eine Darstellung der Intellektuellen der Nachkriegszeit, „Bōkyō“ (望郷) – „Nostalgie“ 1987, „Sasayakana fushiawase“ (ささやかな不仕合わせ) – „Kleines Unglück“ 1987.
Von 1985 bis zum Folgejahr war Miura 7. Direktor der Kulturbehörde. 1987 wurde er mit dem Ehrenpreis (恩賜賞, Onshishō) der Akademie der Künste ausgezeichnet. Er wurde im selben Jahr Mitglied der Akademie, dann von 2004 bis 2014 4. Präsident. 1999 wurde er als Person mit besonderen kulturellen Verdiensten geehrt. Seine Frau ist die Schriftstellerin Sono Ayako (曽野綾子; 1931–2025).

## Werk in deutscher Übersetzung
- Shishi sonson (子々孫々, 1990)
  - Kinder und Enkel. Aus dem Japanischen von Susanna Eismann. In: Hannelore Eisenhofer-Halim, Peter Pörtner (Hrsg.): Verführerischer Adlerfarn. Anthologie japanischer Erzählungen. Konkursbuchverlag, Tübingen 1999, ISBN 3-88769-077-X, S. 299–311